# Akademia Sztuk Pięknych w Katowicach
Akademia Sztuk Pięknych w Katowicach – publiczna uczelnia kształcącą w obszarze sztuki, w dziedzinie sztuk plastycznych. Rektorat mieści się w Katowicach przy ulicy Raciborskiej 37, w budynku dawnego kasyna oficerskiego.

## Historia
W 1945 roku w Katowicach powstała Państwowa Szkoła Sztuk Plastycznych, mająca status szkoły średniej. Jej nauczycielami są tacy pedagodzy jak Aleksander Rak z Warszawy czy Stanisław Marcinów z Krakowa, jak i niedawni studenci ASP jak pochodzący z Poznania Rafał Pomorski czy Stanisław Tejwan – późniejszy długoletni dyrektor liceum plastycznego. W sierpniu 1947 roku otwarto w Katowicach istniejący do lata 1951 roku Oddział Państwowej Wyższej Szkoły Sztuk Plastycznych we Wrocławiu ze specjalnością grafiki użytkowej, a kierowany był przez prof. Eugeniusza Gepperta – rektora PWSSP i prof. Aleksandra Raka – kierownika Oddziału katowickiego. Wykładowcami byli tam m.in.: Józef Mroszczak, Rafał Pomorski, Bolesław Stawiński i Stanisław Marcinów. Ponadto zajęcia prowadzili: Bogusław Górecki, Stanisław Janusiewicz, Zbigniew Rzepecki, Wanda Rzepecka oraz Rajnhold Tomasz Domin. Zajęcia praktyczne studenci odbywali w zakładzie poligraficznym podlegającym Oddziałowi. Program Oddziału pokrywał się z programem nauczania uczelni macierzystej. Do Oddziału przyjęto grupę 40 studentów, zarówno na pierwszy, jak i na drugi rok studiów. Po raz pierwszy Oddział zaprezentował się na Festiwalu Szkół Artystycznych w Poznaniu w 1949 roku. Studenci Oddziału otrzymali wówczas wyróżnienia i nagrody. Także na II Ogólnopolskiej Wystawie Młodzieży w Warszawie w 1950 roku studenci z Katowic zostali wyróżnieni – otrzymali I miejsce za plakat.
Do zmiany w statusie uczelni doszło pod koniec roku akademickiego 1951/1952 – katowicki Wydział Grafiki Użytkowej osiągnął wówczas autonomię wobec macierzystej uczelni, stając się Państwową Wyższą Szkołą Sztuk Plastycznych w Katowicach. Jej dziekanem został prof. Aleksander Rak. Osiągnięta w 1951 roku samodzielność organizacyjna katowickiej uczelni trwała tylko chwilę. Już 1 stycznia 1952 roku WSSP w Katowicach została przyłączona do ASP w Krakowie jako II Wydział Grafiki Propagandowej z siedzibą w Katowicach. Dziekanem nowego Wydziału Grafiki został malarz, prof. Leon Dołżycki – dotychczasowy pracownik PWSSP we Wrocławiu.
Po przełomie 1956 roku, w kolejnych latach akademickich dochodzi do serii reorganizacji w całej ASP w Krakowie i w Oddziale w Katowicach. Katowicki Wydział traci swoją odrębność organizacyjną – od października 1957 roku, po wcześniejszej likwidacji Wydziału Grafiki Propagandowej, powstaje Oddział Wydziału Grafiki ASP w Krakowie. W jego obrębie, istnieje też Studium grafiki propagandowej, pod czym rozumiano przede wszystkim plakat.
W latach 60. XX wieku i w następnych dekadach kilkakrotnie zmieniał się status organizacyjny placówki katowickiej, pozostającej cały czas w ramach równocześnie reorganizowanej ASP w Krakowie. W 1969 roku Oddział staje się odrębnym Wydziałem Grafiki Akademii Sztuk Pięknych w Krakowie i ten stan rzeczy trwa do 1978 roku, kiedy to Wydział staje się Filią ASP w Krakowie, której prorektorem zostaje doc. Tadeusz Grabowski.
Na początku 1981 roku na prorektora wybrano rzeźbiarza Bronisława Chromego z Krakowa, pracującego w katowickim wydziale od 1969. W grudniu 1984 roku nastąpiła kolejna reorganizacja i Wydział Grafiki ASP w Krakowie, Filia w Katowicach staje się Akademią Sztuk Pięknych w Krakowie, Zamiejscowym Wydziałem Grafiki w Katowicach. Wreszcie zamiejscowy Wydział Grafiki w Katowicach przekształcono w filię krakowskiej ASP w Katowicach.
W 1997 roku, w związku z obchodami 50-lecia istnienia uczelni w Katowicach, rozpoczęto dyskusje w sprawie usamodzielnienia się Filii i przekształcenia jej w odrębną uczelnię. Zaowocowały one w 2000 roku szeregiem decyzji, zwieńczonych przyjęciem przez Sejm Ustawy z dnia 15 lutego 2001 roku o utworzeniu Akademii Sztuk Pięknych w Katowicach. Na jej podstawie, z dniem 1 września 2001 roku powstała Akademia Sztuk Pięknych w Katowicach, mająca dwa wydziały – Artystyczny i Projektowy. Pierwszym rektorem nowej uczelni został ostatni prorektor Filii – prof. Michał Kliś.

## Wykładowcy
Profesorami Akademii w Katowicach byli:
- Graficy: Aleksander Rak, Andrzej Pietsch, Tomasz Jura, Adam Hoffmann, Tadeusz Czober, Zbigniew Pieczykolan, Stanisław Kluska, Stanisław Gawron, Roman Starak;
- Malarze: Jan Dutkiewicz, Roman Nowotarski, Jerzy Duda-Gracz, Andrzej S. Kowalski, Jerzy Handermander, Maciej Bieniasz;

- Doktorzy honoris causa:
  - Stanisław Rodziński, malarz, rektor ASP w Krakowie w czasie, gdy powstawała odrębna ASP w Katowicach (w 2008 roku);
  - Krzysztof Lenk, grafik, profesor Rhode Island School of Design w Providence, absolwent Wydziału Grafiki w Katowicach z 1961 roku (w 2011 roku);
- Profesor honorowy: Toshihiro Hamano (w 2018 roku).

## Struktura uczelni
- Wydział Artystyczny – grafika i malarstwo – studia w trybie 5-letnich jednolitych studiów magisterskich;
- Wydział Projektowy – wzornictwo i projektowanie graficzne – studia w dwóch trybach: 3,5-letnich studiów licencjackich i 2- letnich uzupełniających studiów magisterskich.

## Budynki
- Ul. Raciborska 37 (gmach dawnego kasyna oficerskiego) – mieszczący rektorat, salę Senatu, aulę i administrację uczelni; gmach zbudowano jako kasyno oficerskie przy koszarach 73 Pułku Piechoty w Katowicach, zaprojektowanego przez Leona Dietz d’Arma w 1930 roku, zbudowanego w latach 1931–1939;
- Ul. Koszarowa 19 – zaadaptowany dawny budynek koszar 73 Pułku Piechoty w Katowicach, zaprojektowany w 1931 przez arch. Witolda Eugeniusza Czeczott-Danilewicza, zbudowany w 1933 roku. Projekt adaptacji w 2002 roku wykonało biuro architektoniczne „archico” s.c. z Zabrza. Budynek oddano do użytku w latach 2004–2007. Siedziba wydziału projektowego i pracowni warsztatów graficznych i projektowych;
- Ul. Raciborska 50 – budynek zaprojektowany przez An Archi Group z Gliwic, oddany do użytku w 2015 roku. Siedziba wydziału artystycznego, projektowego i międzywydziałowego Zakładu Teorii i Historii Sztuki, pracowni malarskich i multimedialnych, biblioteki, sali kinowej oraz Galerii Wertykalnej;
- Rondo J. Ziętka 1 (Rondo Sztuki) – odrębny budynek, w kształcie półkopuły, zaprojektowany przez arch. Tadeusza Czerwińskiego w centrum miasta, mieści galerię Rondo Sztuki, otwartą w 2007 roku. Budynek należy do miasta Katowice.

## Struktura uczelni
Władze tworzą rektor, prorektorzy, dziekani i prodziekani, wybierani na 4-letnie kadencje, maksymalnie dwie, kanclerz i kwestor zarządzający administracją i finansami uczelni. Ciałami ustawodawczymi i doradczymi są Senat i Rada Uczelni, których członkowie wybierani są na 4-letnie kadencje.
Dotychczasowi rektorzy:
- Michał Kliś (2002–2006);
- Marian Oslislo (2006–2012);
- Antoni Cygan (2012–2020);
- Grzegorz Hańderek (od 2020).

## Katedry
Katedra Wzornictwa
- Pracownia Podstaw Projektowania prof. Manuel Sabalczyk
- Pracownia Podstaw Projektowania Produktu st. wykł. dr Andrzej Sobaś
- Pracownia Projektowania Procesów Użytkowych st. wykł.dr Andrzej Sobaś
- Pracownia Projektowania Struktur Użytkowych st. wykł.adj. Stefan Szawica
- Pracownia Projektowania Elementów Komunikacji Wizualnej adj.dr Ewa Stopa-Pielesz
- Pracownia Badań Wizualnych adj. dr hab. Wiesław Gdowicz
- Pracownia Projektowania Komunikacji Wizualnej prof. Michał Kliś
- Pracownia Projektowania Produktu adj. II st. Jerzy Wuttke, prof. ASP
- Pracownia Malarstwa I Roku st. wykł. Zbigniew Furgaliński
- Pracownia Rysunku I Roku adj. Adam Pociecha
- Pracownia Rysunku, Malarstwa i Sztuk Wizualnych II prof. Jerzy Handermander
- Pracownia Rysunku, Malarstwa i Sztuk Wizualnych III prof. Jan Dubiel
- Pracownia Rzeźby i Sztuk Wizualnych I st.wykł. Jacek Sarapata

Katedra Projektowania Graficznego
- Pracownia Ilustracji i Rysunku Użytkowego ad.dr Anna Machwic – Adamkiewicz
- Pracownia Projektowania Pisma i Znaku prof. Zbigniew Pieczykolan
- Pracownia Nowych Mediów prof. Marian Oslislo
- Pracownia Projektowania Książki i Typografii adj. st.wykł. Marian Słowicki
- Pracownia Projektowania Publikacji Multimedialnych adj.II st. Bogdan Król
- Pracownia Projektowania Plakatu prof. Roman Kalarus
- Pracownia Fotografii prof. Waldemar Jama
- Pracownia Rysunku I roku adj. II st. Stefan Speil, prof.ASP
- Pracownia Malarstwa I roku mgr Magdalena Nazarkiewicz

Katedra Grafiki Warsztatowej
- Pracownia Druku Wklęsłego I /metal/ prof. Stanisław Kluska
- Pracownia Druku Wklęsłego II /metal/ prof. Jan Szmatloch
- Pracownia Druku Wypukłego I /linoryt/ adj. II st. Mariusz Pałka
- Pracownia Druku Wypukłego II /linoryt/ prof. Ewa Zawadzka
- Pracownia Druku Płaskiego /litografia/ prof. Józef Budka
- Pracownia Sitodruku prof. Waldemar Węgrzyn
- Pracownia Technik Cyfrowych prof. Adam Romaniuk
- Pracownia Malarstwa i Rysunku I roku prof. Stanisław Kluska
- Pracownia Rysunku prof. Bogdan Topor

Katedra Malarstwa
- Pracownia malarstwa I, prowadzący: Jacek Rykała
- Pracownia kreatywnego myślenia w obrazowaniu malarskim, prowadzący: Michał Minor
- Pracownia malarstwa III, prowadzący: Zbigniew Blukacz
- Pracownia poszukiwań indywidualnych strategii malarskich, prowadząca: Dominika Kowynia
- Pracownia malarstwa V, prowadzący: Andrzej Tobis
- Pracownia działań rysunkowych, prowadzący: Piotr Kossakowski
- Pracownia rysunku II
- Pracownia rysunku III, prowadzący: Antoni Cygan
- Pracownia rysunku IV, prowadzący: Maciej Linttner
- Pracownia kształcenia podstawowego, prowadząca: Małgorzata Rozenau
- Pracownia rzeźby, prowadzący: Sławomir Brzoska
- Pracownia działań rysunkowych, prowadzący: Piotr Kossakowski
- Sztuka w działaniu / Terapia społeczna / Rysunek jako komunikat, prowadząca: Jolanta Jastrząb

Zakład Teorii i Historii Sztuki
Studium Języków Obcych i WF

## Absolwenci
- Szymon Kobylarz – artysta sztuk wizualnych
- Gosia Kulik – graficzka i malarka[2]
- Mona Tusz – artystka street-artowa